# Furia del West
Furia del West (The Gun Hawk) è un film del 1963 diretto da Edward Ludwig.
È un film western statunitense con Rory Calhoun, Rod Cameron e Ruta Lee.

## Produzione
Il film, diretto da Edward Ludwig su una sceneggiatura di Jo Heims con il soggetto di Richard Bernstein e Max Steeber, fu prodotto da Richard Bernstein per la Bern-Field Productions e girato nel Bronson Canyon a Los Angeles, in California.

## Colonna sonora
- A Searcher For Love - musica e parole di Robert P. Marcucci e Russell Faith

## Distribuzione
Il film fu distribuito con il titolo The Gun Hawk negli Stati Uniti dal 28 agosto 1963 al cinema dalla Allied Artists Pictures.
Altre distribuzioni:
- in Germania Ovest il 3 luglio 1964 (Stadt ohne Sheriff)
- in Finlandia il 14 agosto 1964 (Kaupunki ilman sheriffiä)
- in Austria nel novembre del 1964 (Stadt ohne Sheriff)
- nel Regno Unito il 17 gennaio 1966
- in Danimarca l'11 aprile 1966
- in Portogallo (Colt 45)
- in Spagna (El gavilán pistolero e, in TV, Duelo en santuario)
- in Francia (Le justicier de l'Ouest)
- in Italia (Furia del West)

## Promozione
Le tagline sono:
- "He Was As FEARED as JACK SLADE and WYATT EARP!".
- "He Was The Legend The West Will Never Forget!".
- "JACK SLADE, THE DALTONS, BILLY THE KID...none of them could have stood up the man called..."The Gun Hawk"".
- "NONE COULD MATCH THE FURY OF HIS GUNS... or the violent way he loved!".